# Bromus induratus
Bromus induratus är en gräsart som beskrevs av Heinrich Carl Haussknecht och Joseph Friedrich Nicolaus Bornmüller. Bromus induratus ingår i släktet lostor, och familjen gräs. Inga underarter finns listade i Catalogue of Life.